# Pascale Bodet
Pascale Bodet est une critique de cinéma, réalisatrice et documentariste française née en 1971.

## Parcours
Pascale Bodet a collaboré notamment à La Lettre du cinéma et à Trafic.
Elle réalise des films sur la vie des gens, sur des personnes en situation de précarité. Elle tourne ses films avec peu de moyens, parfois sans équipe.
En 2010, elle réalise Le Carré de la fortune, un documentaire consacré au critique et acteur Michel Delahaye.
En 2019, pour le documentaire Presque un siècle, elle filme sa grand-mère de 99 ans. Le film est présenté au festival Cinéma du réel et à celui de Brive.
En 2022, le BAFICI lui consacre une rétrospective. La même année, son film Baleh-baleh remporte le grand prix du festival international de cinéma documentaire de Pampelune, Punto de Vista.

## Filmographie

### Réalisatrice

#### Années 2000
- 2003 : Impeccables Garde-à-vous (1h23, documentaire, coréalisé avec Vincent Julliard)
- 2006 : Horezon (1h35, fiction)

#### Années 2010
- 2010 : Le Carré de la fortune (2h35, documentaire, coréalisé avec Emmanuel Levaufre)
- 2012 : Complet 6 pièces (31m, fiction)
- 2013 : L'Abondance (1h12, documentaire)
- 2014 : Manutention légère (17m, fiction)
- 2015 : L'Art (52m, documentaire)
- 2018 : Porte sans clef (1h19, fiction)
- 2019 : Presque un siècle (52m, documentaire)

#### Années 2020
- 2021 : Baleh-Baleh (52m, documentaire)
- 2021 : Vas-tu  renoncer ? (1h12, fiction)

### Actrice

#### Courts métrages
- 2001 : Humphrey Bogart et la femme invisible d'Anne Benhaïem
- 2005 : Étoile violette d'Axelle Ropert
- 2012 : Complet 6 pièces
- 2014 : Assemblée générale de Luc Moullet
- 2016 : Les Rues de Pantin de Nicolas Leclère
- 2024 : La Limace et l'Escargot d'Anne Benhaïem

#### Longs métrages
- 2005 : À vot' bon cœur de Paul Vecchiali : la témoin
- 2007 : La France de Serge Bozon : la fille de la colline
- 2012 : Bye Bye Blondie de Virginie Despentes : invitée plateau télé
- 2013 : Skorecki devient producteur de Louis Skorecki :
- 2016 : Deux Rémi, deux de Pierre Léon : Carole, collègue de Rémi
- 2024 : Ma vie, ma gueule de Sophie Fillières : la femme aux paquets dans le bus